# Barbara Peters (Autorin)

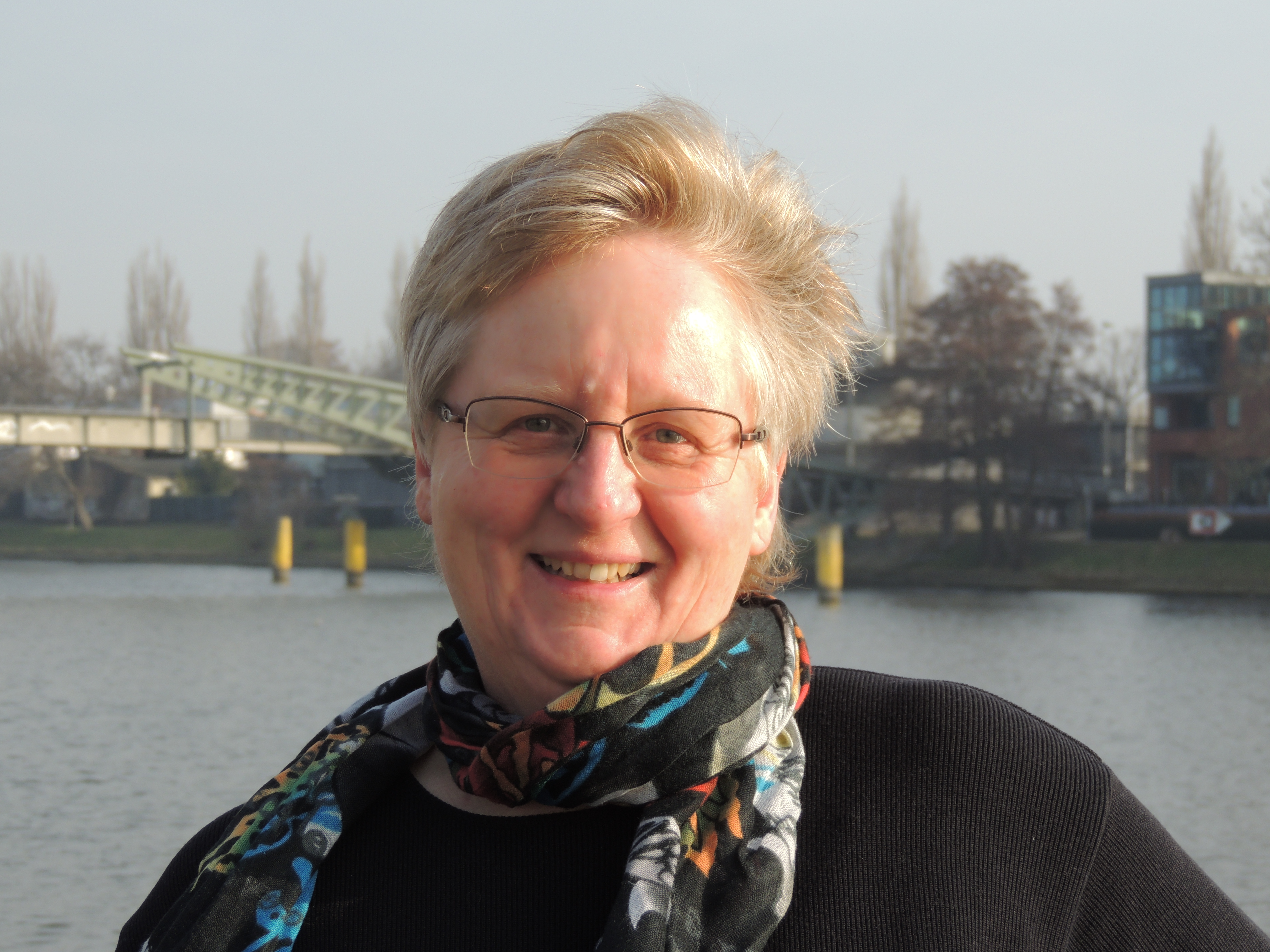
Barbara Peters

Barbara Peters (* 7. November 1954 in Hamburg) ist eine deutsche Kinder- und Jugendbuchautorin.

## Leben
Barbara Peters wuchs in Hamburg auf und studierte nach dem Abitur Mathematik und Informatik an der Universität Hamburg. Nach Abschluss des Studiums arbeitete sie bis 1990 als Diplom-Mathematikerin. Danach ließ sie sich beurlauben und begann Theaterarbeit mit Kindern und Jugendlichen. Im Laufe ihrer Theaterarbeit entstanden viele Theaterstücke für Kinder und Jugendliche. Seit 2004 erscheinen immer wieder Kindergeschichten und Kindergedichte von ihr in Zeitschriften und Anthologien.
2008 kam mit Theodor Tinte trifft seine Helden ihr erstes Bilderbuch heraus. Seitdem sind viele weitere Bücher und Unterrichtsmaterialien von ihr erschienen, unter anderem Finsterstern und Funkelstein, Drachen machen Krach und Grünkohlsaurier gibt's doch gar nicht!?. Barbara Peters schreibt für Arena, arsEdition, den BVK Buch Verlag Kempen, Thienemann-Esslinger, den Hase und Igel Verlag, den Kaufmann Verlag, den Picus Verlag, den Ravensburger Buchverlag und den Kilian-Andersen-Verlag. Zwanzig Jahre lang leitete sie als Honorarkraft Theater-AGs an Grundschulen in Hamburg, Lübeck und Schleswig-Holstein. Sie liest, auch für den Friedrich-Bödecker-Kreis, in Kindergärten und Grundschulen aus ihren Büchern.

## Veröffentlichungen
- Vorhang auf für Hase und Igel – Szenen für Handpuppen. Hase und Igel Verlag, 2008, ISBN 978-3-86760-828-2.
- Theater spielen in der Weihnachtszeit – Neue Theaterstücke für die Grundschule. Hase und Igel Verlag, 2008, ISBN 978-3-86760-831-2.
- Die ABC-Kiste. Hase und Igel Verlag, 2008, ISBN 978-3-86760-830-5.
- Es geht auch mit Mädchen. BVK Buch Verlag Kempen, 2008, ISBN 978-3-938458-98-3.
- Theodor Tinte trifft seine Helden. BVK Buch Verlag Kempen, 2008, ISBN 978-3-938458-89-1.
- Materialien für den Kindergarten – Winter. Hase und Igel Verlag, 2009, ISBN 978-3-86760-854-1.
- Materialien für den Kindergarten – Weihnachten. Hase und Igel Verlag, 2009, ISBN 978-3-86760-850-3.
- Theaterprojekt – Der kleine Zoowärter. BVK Buch Verlag Kempen, 2009, ISBN 978-3-86740-118-0.
- Die wundersame Weihnachtsreise – Ein Adventsprojekt zum Mitmachen. Hase und Igel Verlag, 2009, ISBN 978-3-86760-846-6.
- Lesen, knobeln, logisch denken Band 1. BVK Buch Verlag Kempen, 2009, ISBN 978-3-86740-138-8.
- Materialien für den Kindergarten – Frühling. Hase und Igel Verlag, 2010, ISBN 978-3-86760-851-0.
- Materialien für den Kindergarten – Sommer. Hase und Igel Verlag, 2010, ISBN 978-3-86760-852-7.
- Materialien für den Kindergarten – Herbst. Hase und Igel Verlag, 2010, ISBN 978-3-86760-853-4.
- Lesen, knobeln, logisch denken Band 2. BVK Buch Verlag Kempen, 2010, ISBN 978-3-86740-139-5.
- Das leuchtende Hochhaus – Ein Adventsprojekt zum Mitmachen. Hase und Igel Verlag, 2010, ISBN 978-3-86760-849-7.
- Materialien für den Kindergarten – Wasser. Hase und Igel Verlag, 2011, ISBN 978-3-86760-855-8.
- Materialien für den Kindergarten – Tiere.  Hase und Igel Verlag, 2011, ISBN 978-3-86760-856-5.
- Ostergeschichten. Esslinger, 2011, ISBN 978-3-480-22711-2.
- Kuschelgeschichten. Esslinger, 2011, ISBN 978-3-480-22764-8.
- Theaterprojekt – Wie es kam, dass der Hamster den Tiger fraß. BVK Buch Verlag Kempen, 2011, ISBN 978-3-86740-366-5.
- Theaterprojekt – Theodor Tinte trifft seine Helden. BVK Buch Verlag Kempen, 2011, ISBN 978-3-86740-197-5.
- Wörter, Sätze und Geschichten – Leseförderung mit Pfiff. BVK Buch Verlag Kempen, 2011, ISBN 978-3-86740-263-7.
- Materialien für den Kindergarten – Das bin ich. Hase und Igel Verlag, 2012, ISBN 978-3-86760-874-9.
- Literaturprojekt zu Theodor Tinte trifft seine Helden. BVK Buch Verlag Kempen, 2012, ISBN 978-3-86740-332-0.
- Finsterstern und Funkelstein. BVK Buch Verlag Kempen, 2012, ISBN 978-3-86740-385-6.
- Die Weihnachtslok – Ein Adventsprojekt zum Mitmachen. Hase und Igel Verlag, 2012, ISBN 978-3-86760-891-6.
- Wirbel auf dem Ponyhof. Ravensburger, 2013, ISBN 978-3-473-36301-8.
- Auge, Nase, Mund – mein Körper ist gesund. arsEdition, 2013, ISBN 978-3-7607-7930-0.
- Das kleine Küken und seine Freunde. Arena Verlag, 2014, ISBN 978-3-401-70153-0.
- Lukas rettet die 3b. BVK Buch Verlag Kempen, 2014, ISBN 978-3-86740-557-7.
- Klipp und Klar – Zwei Freunde tanzen aus der Reihe. BVK Buch Verlag Kempen, 2015, ISBN 978-3-86740-565-2.
- Lübeck – Stadtführer für Kinder.Picus Verlag, 2015, ISBN 978-3-85452-185-3.
- Drachen machen Krach. BVK Buch Verlag Kempen, 2016, ISBN 978-3-86740-604-8.
- Merle und das Geisterpferd.Ravensburger Buchverlag, 2016, ISBN 978-3473-3649-3-0.
- Mein lustiger Schieberspaß – Hase, Nest und Osterei. Arena Verlag, 2017, ISBN 978-3-401-70786-0.
- Weihnachtsfreude überall. Kaufmann Verlag, 2017, ISBN 978-3-7806-0796-6.
- Der kleine Hase Schnuppernase. Thienemann-Esslinger-Verlag, 2018, ISBN 978-3-480-23408-0.
- Reiterhof Sonnenglück. Ravensburger Buchverlag, 2018, ISBN 978-3-473-36555-5.
- Grünkohlsaurier gibt's doch gar nicht!? BVK Buch Verlag Kempen, 2018, ISBN 978-3-86740-883-7.